# Кривцы (Смоленская область)
Кривцы — деревня в Смоленской области России, в Кардымовском районе. Расположена в центральной части области к западу от городской черты посёлка Кардымово, у автодороги Р134 «Старая Смоленская дорога» Смоленск — Дорогобуж — Вязьма — Зубцов. Население — 303 жителя (2007 год). Входит в состав Кардымовского городского поселения.

## История
В 1859 году во владельческой деревне было 2 двора и 23 жителя. В 1904 году — деревня в составе Цуриковской волости Смоленского уезда, 43 жителя.

## Достопримечательности
- Памятник односельчанам, погибшим в 1941—1945 годах.